# Anker Jørgensen
Anker Henrik Jørgensen (ur. 13 lipca 1922 w Kopenhadze, zm. 20 marca 2016 tamże) – duński polityk, parlamentarzysta, lider Socialdemokraterne, premier Danii w latach 1972–1973 oraz 1975–1982.

## Życiorys
Urodził się w biednej rodzinie. Był synem stangreta Johannesa Alberta Jørgensena (1894–1924) i Karen Marie Kristiansen (1894–1928). Po śmierci rodziców wychowywali go wujostwo. Ukończył siedem klas w szkole Det Kongelige Opfostringshus, pracował następnie jako robotnik (m.in. w magazynie). W okresie II wojny światowej odbywał służbę wojskową. W 1943, po rozbrojeniu duńskiej armii przez niemieckich okupantów, dołączył do ruchu oporu.
Zaangażował się następnie w działalność związkową, od 1950 zajmował kierownicze stanowiska w organizacjach pracowniczych. W latach 1962–1968 pełnił funkcję wiceprzewodniczącego SiD, związku zawodowego pracowników niewykwalifikowanych. Od 1968 do 1972 był przewodniczącym tej organizacji.
Został również członkiem Socialdemokraterne i jej organizacji młodzieżowej DSU. W latach 1961–1964 zasiadał w radzie miejskiej Kopenhagi. W 1964 po raz pierwszy objął mandat posła do Folketingetu z ramienia socjaldemokratów, w duńskim parlamencie zasiadał do 1994. W latach 1973–1987 był przewodniczącym swojego ugrupowania.
Od 5 października 1972 do 19 grudnia 1973 i ponownie od 13 lutego 1975 do 10 września 1982 był premierem Danii. Łącznie stał na czele pięciu różnych gabinetów. Od 1 lipca do 30 sierpnia 1978 pełnił jednocześnie funkcję ministra spraw zagranicznych.

## Życie prywatne
6 listopada 1948 w Randers poślubił Ingrid Kvist Pedersen (1922–1997), z którą miał czworo dzieci: Petera, Larsa, Mette i Kirsten.